# Operação Stösser
A Operação Stösser foi um lançamento de paraquedistas alemães atrás das linhas americanas na área de Hohes Veen durante a Batalha das Ardenas. O objetivo era capturar e manter as estradas e junções de ruas em "Baraque Michel" até a chegada da 12ª Divisão Panzer da SS. A operação foi liderada pelo Oberst Friedrich August Freiherr von der Heydte. Foi dado a ele apenas 8 dias para preparar a missão. A maioria dos paraquedistas e dos pilotos alemães eram inexperientes e não estavam preparados. A missão foi um completo fracasso. Este foi o único ataque por paraquedista noturno da Segunda Guerra Mundial.